# Сладкие гренки
Сла́дкие гре́нки́ — блюдо из хлеба, размоченного в яйце и затем поджаренного. Готовятся из пшеничного хлеба, предварительно смазываются яйцом, либо вымачиваются в молоке и посыпаются сахаром. Подаются к чаю, кофе, какао, другим напиткам, либо как самостоятельное блюдо. Как вариант, перед обжаркой на сковороде вымачиваются в льезоне — смеси яиц и молока.

## В различных странах

### Европа
Австрийский и баварский термин используют «павийский хлеб», по названию итальянского города Павия.
В немецкой кухне это блюдо называют «армериттер» (нем. armer Ritter — «бедный рыцарь»). И под этим именем оно было весьма популярно в XX веке среди российских студентов и небогатой интеллигенции. Вариант приготовления из облитых кипятком и разбухших подсоленных сушек на сале или масле, по сведениям В. В. Похлёбкина, был популярен в России до 1930-х годов под названием «мнихи».
В Венгрии его обычно называют bundás kenyér (букв. «хлеб в шубе»).

#### Франция
Блюдо было широко известно в средневековой Европе. Во Франции эти гренки называли «потерянный хлеб» (pain perdu), что отражает использование несвежего, то есть «потерянного» хлеба. Также их называли «золотым хлебом» из-за цвета после обжарки.

#### Испания

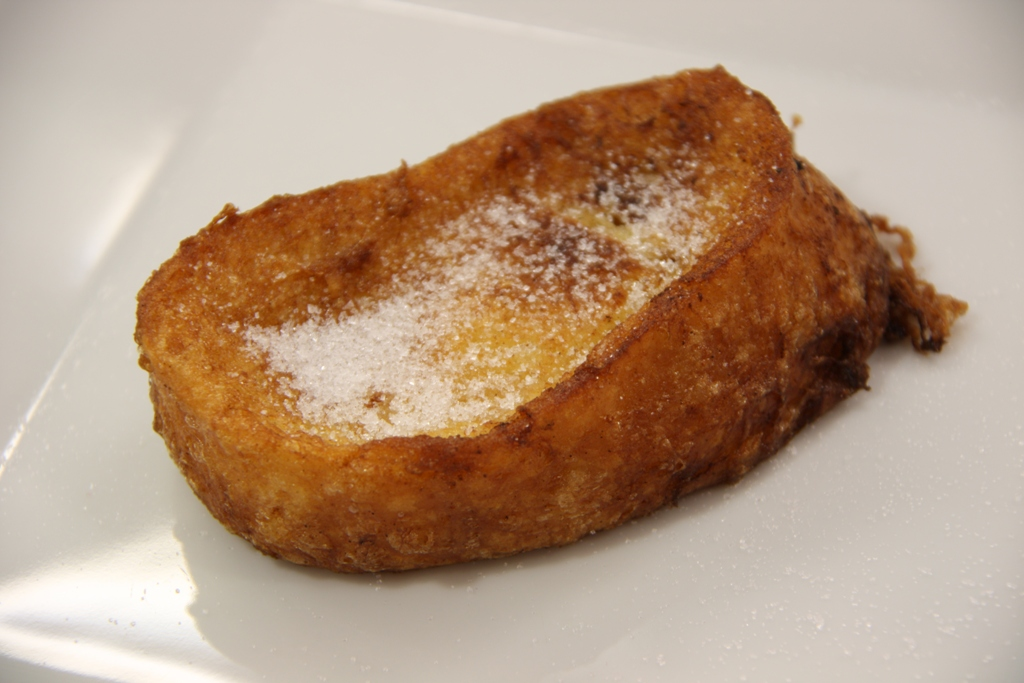
Торриха с сахаром

Испанский вариант сладких гренок называется торриха (исп. torrija). Хлеб размачивают в молоке и затем жарят. Можно полить оливковым маслом и лимонным соком. Часто подаются с мёдом или сахаром. Торрихи — типичное блюдо в Испании в Великий пост и в Страстную неделю

#### Дания
В Дании arme riddere (Бедные рыцари) — сладкое блюдо для завтрака, которое также можно съесть в качестве полдника или вечернего десерта. В датской версии этого блюда вместо обычного сахара используется сахар с корицей.

### Индия
В Индии Бомбейский тост — это блюдо, продаваемое на «улицах Мумбаи» уличными торговцами и продавцами, Бомбейский тост также называют сладким французским хлебом.

### Северная Америка

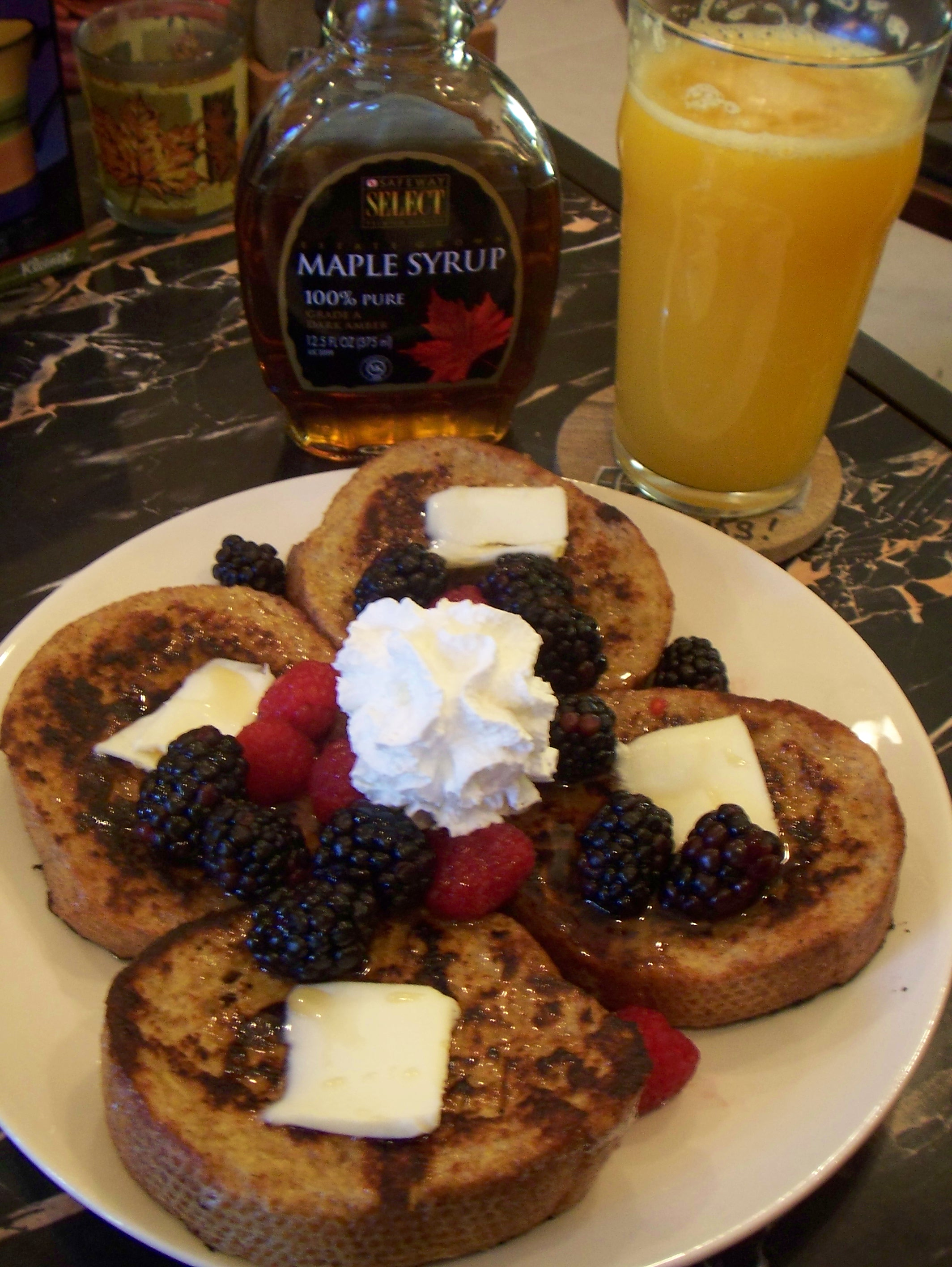
Французские тосты в Америке с фруктами, взбитыми сливками и кленовым сиропом

В США аналогичное блюдо называется «французскими тостами» (англ. French toast).

### Гонконг
Гонконгский французский тост (букв. «западный тост») обычно готовят путем комбинирования нескольких кусочков хлеба с арахисовым маслом или джемом, затем окунают во взбитое яйцо и жарят. Подается с маслом и золотым сиропом или медом. Это типичное предложение в гонконгских чайханах (cha chaan teng).

### Комментарии
1. ↑  В различных словарях приводится разное ударение. Согласно словарю Гюгренки Архивная копия от 29 сентября 2007 на Wayback Machine в Зарва М. В.. Русское словесное ударение. Словарь. — М. : НЦ ЭНАС, 2001. — 600 с. — 6000 экз. — ISBN 5-93196-084-8. ударение падает на первый слог, в то время как гренки Архивная копия от 22 декабря 2019 на Wayback Machine в «Русский орфографический словарь Российской академии наук» (отв. ред. В. В. Лопатин), «Толковый словарь русского языка» С. И. Ожегова и Н. Ю. Шведовой 1992 г. издания и гренки Архивная копия от 22 декабря 2019 на Wayback Machine в «Большой толковый словарь» С. А. Кузнецова в редакции 2009 г. допускают оба варианта ударения, приводя ударение на второй слог в качестве первого варианта.